# Lista de instituições politécnicas de Portugal
A seguinte é uma lista das instituições de educação de nível superior, de matriz civil e do subsistema politécnico, criadas ou reconhecidas pelo Governo Português e habilitadas a conferir graus académicos em Portugal.
Todas estas instituições fazem parte do Espaço Europeu de Ensino Superior (EEES) e do Espaço Europeu da Investigação (EEI).
A Lei n.º 62/2007, de 10 de setembro estabelece a organização do subsistema politécnico. De acordo com este diploma legal, as instituições do subsistema politécnico dividem-se em:
- Institutos politécnicos, constituídos por duas ou mais unidades orgânicas;
- Escolas politécnicas não integradas em institutos politécnicos ou universidades.
- Escolas politécnicas integradas em universidades;

As unidades orgânicas do subsistema politécnico adotam, em regra, as denominações de "Escola Superior" ou de "Instituto Superior".
As instituições do subsistema politécnico conferem:
- O diploma de técnico superior profissional;
- Os graus de licenciado, de mestre e de doutor.[6][7]

Para ver as instituições de outros âmbitos deve consultar as seguintes listas:
| Instituições de educação superior | Instituições de educação superior | Subsistema                                           | Subsistema                                           |
| Instituições de educação superior | Instituições de educação superior | Universitário                                        | Politécnico                                          |
| --------------------------------- | --------------------------------- | ---------------------------------------------------- | ---------------------------------------------------- |
| Matriz                            | Civil                             | Instituições universitárias                          | Instituições politécnicas                            |
| Matriz                            | Militar                           | Instituições militares universitárias e politécnicas | Instituições militares universitárias e politécnicas |
| Matriz                            | Policial                          | Instituições policiais universitárias e politécnicas | Instituições policiais universitárias e politécnicas |

As denominações oficiais são as constantes nos respetivos Estatutos publicados em Diário da República ou, na sua ausência, noutros diplomas legais.

## Institutos politécnicos
As instituições politécnicas que possuem a natureza legal de "Instituto Politécnico" podem adotar a designação em língua inglesa de "Polytechnic University", em conjunto com a sua designação em língua portuguesa que é sempre obrigatória, no quadro da melhoria da sua integração europeia e internacionalização.
| Instituição                                         | Sede                 | Região         | Fundação | Titularidade |
| --------------------------------------------------- | -------------------- | -------------- | -------- | ------------ |
| Instituto Politécnico de Beja                       | Beja                 | Baixo Alentejo | 1979     | Pública      |
| Instituto Politécnico de Bragança                   | Bragança e Mirandela | Trás-os-Montes | 1983     | Pública      |
| Instituto Politécnico de Castelo Branco             | Castelo Branco       | Beira Baixa    | 1982     | Pública      |
| Instituto Politécnico do Cávado e do Ave            | Barcelos             | Minho          | 1994     | Pública      |
| Instituto Politécnico de Coimbra                    | Coimbra              | Beira Litoral  | 1979     | Pública      |
| Instituto Politécnico da Guarda                     | Guarda               | Beira Alta     | 1980     | Pública      |
| Instituto Politécnico de Leiria                     | Leiria               | Beira Litoral  | 1987     | Pública      |
| Instituto Politécnico de Lisboa                     | Lisboa               | Estremadura    | 1985     | Pública      |
| Instituto Politécnico de Portalegre                 | Portalegre           | Alto Alentejo  | 1980     | Pública      |
| Instituto Politécnico do Porto                      | Porto                | Douro Litoral  | 1985     | Pública      |
| Instituto Politécnico de Santarém                   | Santarém             | Ribatejo       | 1979     | Pública      |
| Instituto Politécnico de Setúbal                    | Setúbal              | Estremadura    | 1979     | Pública      |
| Instituto Politécnico de Tomar                      | Tomar                | Ribatejo       | 1996     | Pública      |
| Instituto Politécnico de Viana do Castelo           | Viana do Castelo     | Minho          | 1980     | Pública      |
| Instituto Politécnico de Viseu                      | Viseu                | Beira Alta     | 1979     | Pública      |
| CESPU - Instituto Politécnico de Saúde do Norte     | Paredes              | Douro Litoral  | 1999     | Privada      |
| Instituto Politécnico da Lusofonia                  | Lisboa               | Estremadura    | 2019     | Privada      |
| Instituto Politécnico da Maia                       | Maia                 | Douro Litoral  | 2015     | Privada      |
| Instituto Politécnico Jean Piaget do Norte          | Vila Nova de Gaia    | Douro Litoral  | 2021     | Privada      |
| Instituto Politécnico Jean Piaget do Sul            | Almada               | Estremadura    | 2019     | Privada      |
| Instituto Superior Politécnico Gaya                 | Vila Nova de Gaia    | Douro Litoral  | 1990     | Privada      |
| ISLA - Instituto Politécnico de Gestão e Tecnologia | Vila Nova de Gaia    | Douro Litoral  | 1989     | Privada      |

## Instituições de ensino politécnico não integradas
| Instituição                                                          | Sede                 | Região         | Fundação | Titularidade |
| -------------------------------------------------------------------- | -------------------- | -------------- | -------- | ------------ |
| Escola Superior de Enfermagem de Coimbra                             | Coimbra              | Beira Litoral  |          | Pública      |
| Escola Superior de Enfermagem de Lisboa                              | Lisboa               | Estremadura    | 1901     | Pública      |
| Escola Superior de Enfermagem do Porto                               | Porto                | Douro Litoral  | 1991     | Pública      |
| Escola Superior de Hotelaria e Turismo do Estoril                    | Cascais              | Estremadura    |          | Pública      |
| Escola Superior Náutica Infante D. Henrique                          | Oeiras               | Estremadura    |          | Pública      |
| Academia Nacional Superior de Orquestra                              | Lisboa               | Estremadura    | 1993     | Privada      |
| Escola Superior de Artes e Design                                    | Matosinhos           | Douro Litoral  | 1989     | Privada      |
| Escola Superior de Educação de Fafe                                  | Fafe                 | Minho          | 1988     | Privada      |
| Escola Superior de Educação de João de Deus                          | Lisboa               | Estremadura    | 1988     | Privada      |
| Escola Superior de Educação de Paula Frassinetti                     | Porto                | Douro Litoral  | 1963     | Privada      |
| Escola Superior de Educadores de Infância Maria Ulrich               | Lisboa               | Estremadura    | 1954     | Privada      |
| Escola Superior de Enfermagem Cruz Vermelha Portuguesa - Alto Tâmega | Chaves               | Trás-os-Montes | 1993     | Privada      |
| Escola Superior de Enfermagem S. Francisco das Misericórdias         | Lisboa               | Estremadura    | 1950     | Privada      |
| Escola Superior de Enfermagem São José de Cluny                      | Funchal              | Madeira        | 1940     | Privada      |
| Escola Superior de Negócios Atlântico                                | Vila Nova de Gaia    | Douro Litoral  | 1990     | Privada      |
| Escola Superior de Saúde Atlântica                                   | Oeiras               | Estremadura    | 2001     | Privada      |
| Escola Superior de Saúde da Fundação «Fernando Pessoa»               | Porto                | Douro Litoral  | 2020     | Privada      |
| Escola Superior de Saúde do Alcoitão                                 | Cascais              | Estremadura    | 1966     | Privada      |
| Escola Superior de Saúde da Cruz Vermelha Portuguesa - Lisboa        | Lisboa               | Estremadura    | 1917     | Privada      |
| Escola Superior de Saúde de Santa Maria                              | Porto                | Douro Litoral  | 1991     | Privada      |
| Escola Superior de Saúde Egas Moniz                                  | Almada               | Estremadura    |          | Privada      |
| Escola Superior de Saúde Jean Piaget de Vila Nova de Gaia            | Vila Nova de Gaia    | Douro Litoral  |          | Privada      |
| Escola Superior de Saúde Jean Piaget de Viseu                        | Viseu                | Beira Alta     |          | Privada      |
| Escola Superior de Saúde Norte da Cruz Vermelha Portuguesa           | Oliveira de Azeméis  | Beira Litoral  |          | Privada      |
| Escola Superior de Tecnologias de Fafe                               | Fafe                 | Minho          | 1993     | Privada      |
| ISAVE - Instituto Superior de Saúde                                  | Póvoa de Lanhoso     | Minho          | 1999     | Privada      |
| ISCE - Instituto Superior de Lisboa e Vale do Tejo                   | Odivelas             | Estremadura    | 1984     | Privada      |
| ISEC Lisboa - Instituto Superior de Educação e Ciências              | Lisboa               | Estremadura    |          | Privada      |
| ISLA - Instituto Superior de Gestão e Administração de Santarém      | Santarém             | Ribatejo       | 2013     | Privada      |
| Instituto Português de Administração de Marketing de Lisboa          | Lisboa               | Estremadura    |          | Privada      |
| Instituto Português de Administração de Marketing do Porto           | Porto                | Douro Litoral  | 1990     | Privada      |
| Instituto Superior de Administração e Gestão                         | Porto                | Douro Litoral  | 2007     | Privada      |
| Instituto Superior de Ciências Educativas do Douro                   | Penafiel             | Douro Litoral  | 2015     | Privada      |
| Instituto Superior de Ciências Empresariais e do Turismo             | Porto                | Douro Litoral  | 2009     | Privada      |
| Instituto Superior de Ciências da Informação e da Administração      | Aveiro               | Beira Litoral  | 1990     | Privada      |
| Instituto Superior D. Dinis                                          | Marinha Grande       | Beira Litoral  | 2005     | Privada      |
| Instituto Superior de Entre Douro e Vouga                            | Santa Maria da Feira | Douro Litoral  | 2009     | Privada      |
| Instituto Superior de Paços de Brandão                               | Santa Maria da Feira | Douro Litoral  | 1990     | Privada      |
| Instituto Superior de Tecnologias Avançadas de Lisboa                | Lisboa               | Estremadura    | 2009     | Privada      |
| Instituto Superior de Tecnologias Avançadas do Porto                 | Porto                | Douro Litoral  | 2021     | Privada      |

## Unidades orgânicas politécnicas integradas em universidades
| Instituição | Universidade onde está integrada            | Sede(s)                           | Região                      | Fundação | Titularidade |
| --- | ------------------------------------------- | --------------------------------- | --------------------------- | -------- | ------------ |
| Escola Superior de Educação e Comunicação                                                                                           | Universidade do Algarve                     | Faro                              | Algarve                     | 1979     | Pública      |
| Escola Superior de Gestão, Hotelaria e Turismo                                                                                      | Universidade do Algarve                     | Faro e Portimão                   | Algarve                     | 1988     | Pública      |
| Escola Superior de Saúde | Universidade do Algarve                     | Faro                              | Algarve                     | 2003     | Pública      |
| Instituto Superior de Engenharia | Universidade do Algarve                     | Faro                              | Algarve                     |          | Pública      |
| Escola Superior de Enfermagem de São João de Deus                                                                                   | Universidade de Évora                       | Évora                             | Alto Alentejo               |          | Pública      |
| Escola Superior de Saúde | Universidade dos Açores                     | Ponta Delgada e Angra do Heroísmo | Açores                      | 2015     | Pública      |
| Escola Superior de Tecnologias | Universidade dos Açores                     | Ponta Delgada e Angra do Heroísmo | Açores                      | 2015     | Pública      |
| Escola Superior de Saúde de Aveiro                                                                                                  | Universidade de Aveiro                      | Aveiro                            | Beira Litoral               |          | Pública      |
| Escola Superior de Design, Gestão e Tecnologias da Produção de Aveiro-Norte                                                         | Universidade de Aveiro                      | Oliveira de Azeméis               | Beira Litoral               | 2004     | Pública      |
| Escola Superior de Tecnologia e Gestão de Águeda                                                                                    | Universidade de Aveiro                      | Águeda                            | Beira Litoral               | 1977     | Pública      |
| Instituto Superior de Contabilidade e Administração de Aveiro                                                                       | Universidade de Aveiro                      | Aveiro                            | Beira Litoral               | 1965     | Pública      |
| Escola Superior de Saúde | Universidade Fernando Pessoa                | Porto                             | Douro Litoral               |          | Privada      |
| Escola Superior de Saúde | Universidade da Madeira                     | Funchal                           | Madeira                     | 2015     | Pública      |
| Escola Superior de Tecnologias e Gestão                                                                                             | Universidade da Madeira                     | Funchal                           | Madeira                     | 2015     | Pública      |
| Escola Superior de Enfermagem | Universidade do Minho                       | Braga                             | Minho                       | 1912     | Pública      |
| Escola Superior de Saúde | Universidade de Trás-os-Montes e Alto Douro | Vila Real                         | Trás-os-Montes e Alto Douro | 1973     | Pública      |
| Escola Superior Politécnica de Saúde (Lisboa)                                                                                       | Universidade Católica Portuguesa            | Lisboa                            | Estremadura                 | 2015     | Privada      |
| Escola Superior Politécnica de Saúde (Porto)                                                                                        | Universidade Católica Portuguesa            | Porto                             | Douro Litoral               | 2015     | Privada      |
| Universidade Fernando Pessoa (unidade de Ponte de Lima - ensino politécnico) (estatuto de instituição autónoma para efeitos legais) | Universidade Fernando Pessoa                | Ponte de Lima                     | Minho                       | 1996     | Privada      |

## Instituições superiores politécnicas em processo de encerramento
A seguinte é uma lista das instituições superiores politécnicas em processo de encerramento. Depois do encerramento concluído, todas as instituições passam a poder ser consultadas na página da Lista de Universidades e instituições superiores desaparecidas de Portugal.
| Instituição                                   | Estado do processo                                                                         | Sede principal | Região      | Fundação | Titularidade |
| --------------------------------------------- | ------------------------------------------------------------------------------------------ | -------------- | ----------- | -------- | ------------ |
| Instituto Superior de Administração e Línguas | Decisão de Não Acreditação da Agência de Avaliação e Acreditação do Ensino Superior (A3ES) | Funchal        | Madeira     | 1984     | Privado      |
| Escola Superior de Atividades Imobiliárias    | Decisão de Não Acreditação da Agência de Avaliação e Acreditação do Ensino Superior (A3ES) | Lisboa         | Estremadura | 1990     | Privada      |